# Handley Page Manx
H.P. 75 Manx là một mẫu máy bay thử nghiệm của Anh, do Handley Page thiết kế, nó đã thực hiện bay thử vào đầu thập niên 1940.

## Tính năng kỹ chiến thuật (HP.75 Manx)
Dữ liệu lấy từ Jane’s Fighting Aircraft of World War II
Đặc tính tổng quát
- Kíp lái: 2
- Chiều dài: 18 ft 1 in (5,5 m)
- Sải cánh: 40 ft 0 in (12,2 m)
- Diện tích cánh: 246 foot vuông (22,9 m2)
- Trọng lượng rỗng: 3.000 lb (1.361 kg)
- Trọng lượng có tải: 4.000 lb (1.814 kg)
- Động cơ: 2 × de Havilland Gipsy Major , 140 hp (100 kW)  mỗi chiếc

Hiệu suất bay
- Vận tốc cực đại: 150 mph (241 km/h; 130 kn)
- Trần bay: 15.000 ft (4.572 m)